# Nové technologie – výzkumné centrum Západočeské univerzity
Nové technologie – výzkumné centrum, zkráceně NTC, je nezávislý vysokoškolský ústav Západočeské univerzity v Plzni, který se od roku 2000 věnuje výzkumu, vývoji a inovacím pro průmyslové aplikace. Spolupracuje s českými i zahraničními společnostmi a je partnerem výzkumných institucí a profesních organizací. Účastní se grantových projektů nejen v rámci Evropské unie.
Výzkumné centrum disponuje moderním technickým vybavením a zázemím. Realizuje základní i aplikovaný výzkum a přináší mezioborový přístup při řešení technických i technologických problémů od prvotní myšlenky až po prototyp. Vědečtí pracovníci centra publikují v odborných periodicích, patentují řešení a aplikují inovativní technologie a výsledky v průmyslových i dalších odvětvích po celém světě.
Výzkumné centrum je zapojeno do vzdělávacích aktivit v rámci spolupráce s ostatními, nejen technickými fakultami. Pracovníci garantují odborné předměty v rámci studijních programů technických fakult. Rovněž se podílejí na výuce studentů prezenčního i distančního studia, definují témata a vedou studenty během studijních projektů i bakalářských diplomových a doktorských prací. Centrum každoročně přijímá zahraniční studenty v rámci jejich stáží.

## Výzkumná témata a týmy

### Modelování a simulace technických systémů

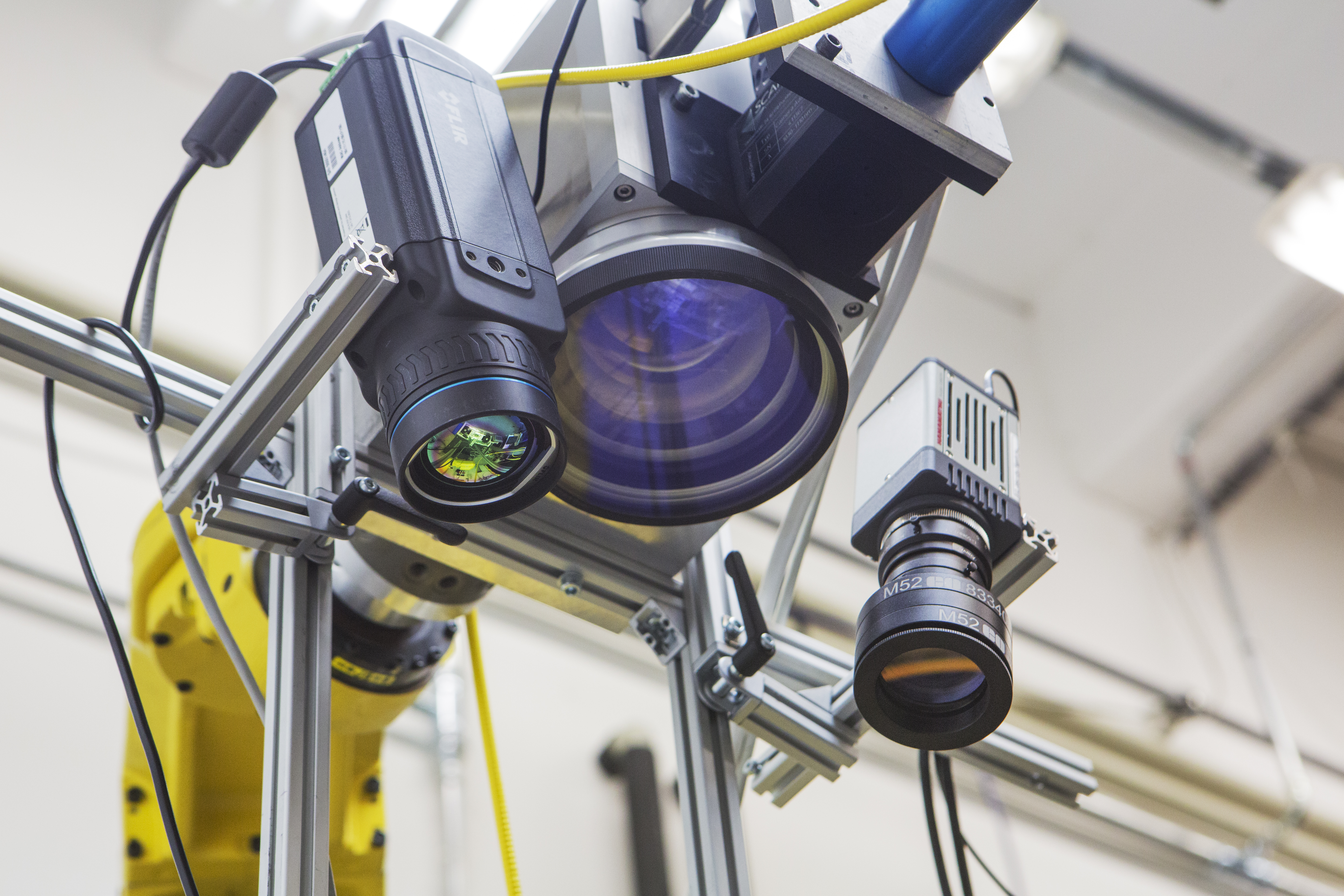
IR kamery

Výzkumný tým zajišťuje teoretické analýzy a experimentální měření proudění tekutin a dále technických systémů při dynamických jevech a extrémním zatěžování.

### Infračervené technologie
Oddělení zkoumá technologie související s infračerveným zářením (zdroje, diagnostika, analýza) je primárně zaměřeno na bezkontaktní měření teplot a teplotních polí. S tím souvisí znalost a měření optických vlastností. Zároveň se okrajově zabývá laserovými technologiemi.

### Elektrochemické procesy
Náplní je výzkum na vanadových průtočných bateriích a  mikro CT tomografie.

### Pokročilé materiály
Výzkumný tým se zabývá problematikou tenkovrstvých materiálů pro fotovoltaiku, fotoniku a mikrosystémovou techniku, věnuje se experimentálnímu a teoretickému studiu strukturních, elektrických, magnetických a spekroskopických vlastností nových technologicky perspektivních materiálů, další rozvíjenou oblastí výzkumu je elektronová struktura pevných látek a nízkodimenzionálních systémů využívající výpočty z prvních principů k jejich modelování.

### Biomechanické modely
Výzkumný tým vytváří počítačové modely lidského těla a zabývá se interakcí s okolí, čehož je využíváno především v prevenci poraněních v dopravě, zdravotnictví a sportu a přispívá k optimalizaci terapie v medicíně.

### Materiály pro regenerativní medicínu
Výzkumný tým se zabývá vývojem a charakterizací biomateriálů jako jsou porézní biosklo, biokompatibilní nanočástice,  responzivní hydrogely a dále výzkumem na vodíkovém a palivovém článku.